# Mu (unité chinoise)
Pour les articles homonymes, voir MU.

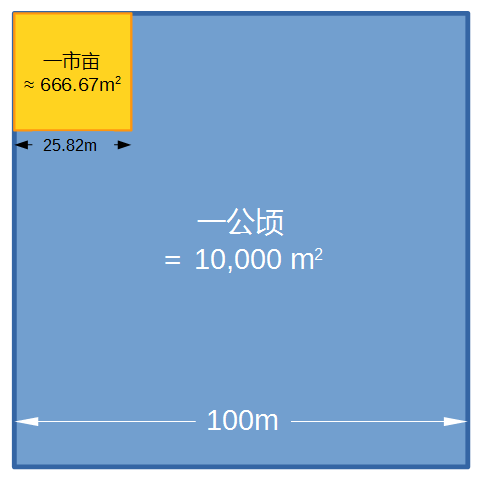
Rapport entre un mu (en jaune) et un hectare (en bleu).

Le mu (chinois : 亩 ; pinyin : mǔ ou 畝, mǔ) est une unité de mesure de surface utilisée en Extrême-Orient, et particulièrement en Chine, où elle est officiellement normée. Elle correspond à environ 1/15 d'hectare, soit environ 666,67 m2.